# Патерсон Спрингс (Северна Каролина)
Патерсон Спрингс (енгл. Patterson Springs) град је у америчкој савезној држави Северна Каролина.

## Демографија
По попису из 2010. године број становника је 622, што је 2 (0,3%) становника више него 2000. године.
| Група             | 2000.       | 2010.       |
| Белци             | 587 (94,7%) | 536 (86,2%) |
| Афроамериканци    | 20 (3,2%)   | 54 (8,7%)   |
| Азијати           | 0 (0,0%)    | 2 (0,3%)    |
| Хиспаноамериканци | 5 (0,8%)    | 15 (2,4%)   |
| Укупно            | 620         | 622         |